# Gouvernement des neuf

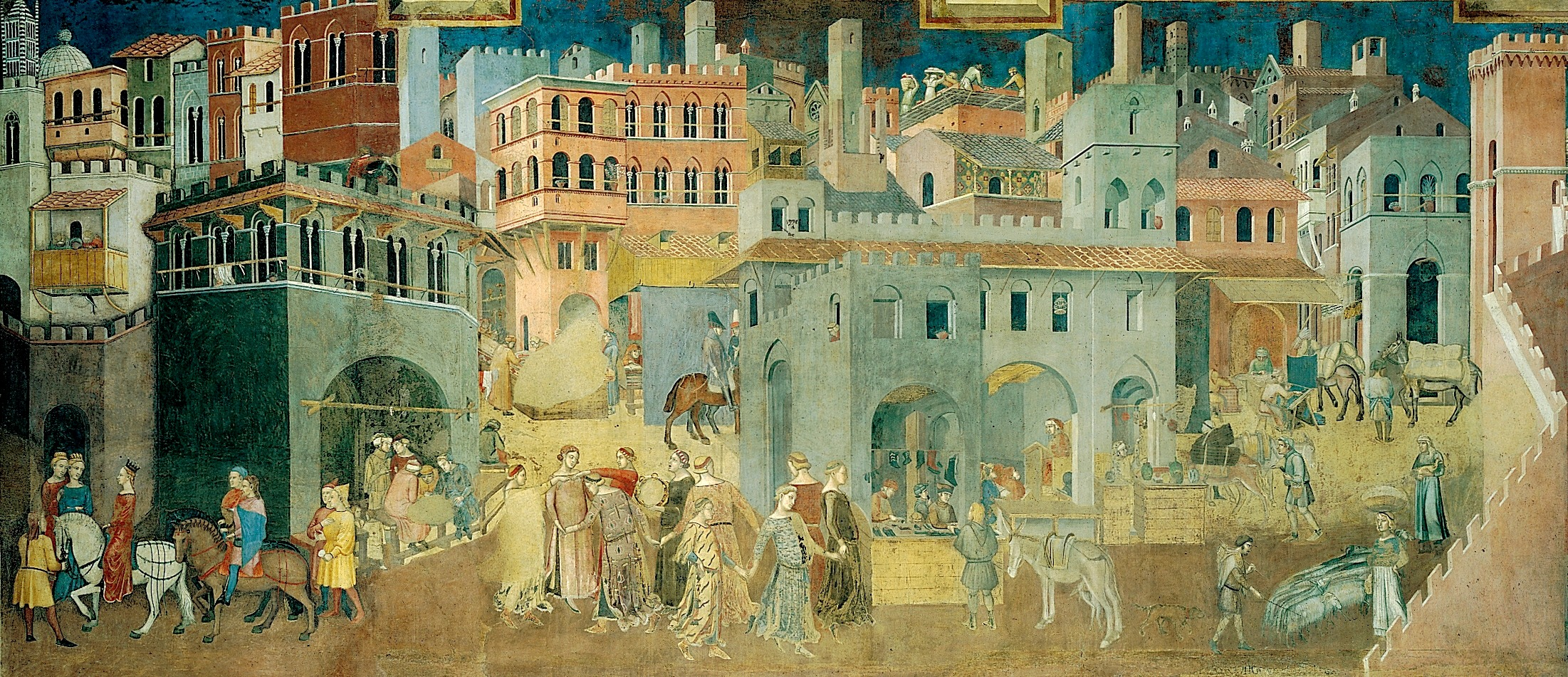
Allégorie du bon gouvernement, série de fresques réalisée par Ambrogio Lorenzetti, contemporain du gouvernement des Neuf, voulant donner une représentation du gouvernement et de ses conséquences positives sur la cité de Sienne.

Le gouvernement des Neuf (il Governo dei Nove) désigne le régime politique de la république de Sienne de 1287 à 1355. Qualifiée de « bon gouvernement » (buon governo), cette administration prend fin en 1355 à la suite de graves crises économiques, alimentaires et épidémiques. Le gouvernement des Douze lui succède alors.
Pour Sienne, cette période est faste sur les plans économique et politique. En témoignent de nombreuses constructions, dont celle de la cathédrale, des palais (comme le Palazzo Pubblico) ainsi que les enceintes de la ville.

## La ville à l'époque des Neuf
Les frontières du territoire siennois ne sont pas bien définies. Sienne cherche à dominer et contrôler les territoires périphériques, dans un rayon de cinquante kilomètres, jusqu'à Massa Maritima, Grosseto, la Maremme et la mer Tyrrhénienne.
La ville s'étend sur trois collines qui déterminent la division de la cité en trois districts administratifs (les Terzi), eux-mêmes divisés en sous-districts nommés contrade, popoli ou lire.

## Gouvernement

### Les Neuf
Les Neuf (aussi appelés noveschi) sont les membres du Conseil (la Giunta) de la république de Sienne, constituée de la classe moyenne, faite d'artisans et de commerçants. L'administration se veut rationalisée, guidée par un sens entrepreneurial. Le pouvoir du peuple, à travers ses représentants, se substitue donc aux idées aristocratiques comme le prouve la signature des Neuf sur les documents officiels : « Gouverneurs et défenseurs de la Commune et du peuple de Sienne » (governatori e difenditori del Comune e del popolo di Siena).
Le Gouvernement des Neuf est institué en février 1287. Tous les deux mois, une réunion secrète du Consistoire (il Concistoro, assemblée des Neuf et des autres ordres de la ville) avec des consuls de la Mercanzia et le Capitaine du peuple choisit les prochains Neuf. En soixante-dix ans, entre trois et quatre mille personnes reçoivent ainsi cette charge, sélectionnés selon leurs capacités managériales, garantie d'exercer le bon gouvernement. Un membre peut être réélu, mais seulement après une vacance de vingt mois. En outre, la présence de membres d'une même famille ou d'une même entreprise est interdite.
À partir de 1318, la forme électorale se change en vote. Le conseil municipal doit alors voter parmi une liste de nommés jugés appropriés.
Pendant leur mandat, les Neuf résident dans le Palazzo Pubblico, étant ainsi séparés de leur famille et à la charge de l’État. Ces conditions doivent permettre d'éviter les tentations et de les rendre plus efficaces.
De plus, les Neuf doivent se tenir éloignés des magnats (i Magnati), les familles siennoises les plus riches et puissantes.

### Organisation de la Commune
Le Gouvernement se concentre autour du peuple d'une part et de la Commune de l'autre.
La Commune (il Comune) représente les citoyens. Ses membres ont une charge de six mois et ont une totale liberté de parole à l'égard du gouvernement. Les membres de l'assemblée communale sont choisis des Neuf, assistés par la Biccherna, organe financier de la commune, et les consuls de la Mercanzia et des Cavalieri.

## Idéal religieux
Le bon gouvernement, l'objectif des Neuf, se réalise grâce au développement et à la diffusion des valeurs qui définissent l'idéal civique siennois. La cité exalte son identité catholique, la Commune encourageant les célébrations religieuses annuelles en l'honneur de personnalité locales. Ainsi, un important budget est alloué tant à la subvention d’ecclésiastiques qu'à celle de bâtiments catholiques.
Cela permet aux ordres religieux de conserver leur neutralité. Nombre d'entre eux naissent à cette époque, chacun avec ses propres règles et idées, mais sans aucun engagement dans la vie politique municipale.
Toutefois, les relations entre la Commune et l'Église ne sont pas toujours bonnes, l'acquisition par la première de la propriété de la seconde donnant lieu à des conflits ponctuels.

## Culture et art

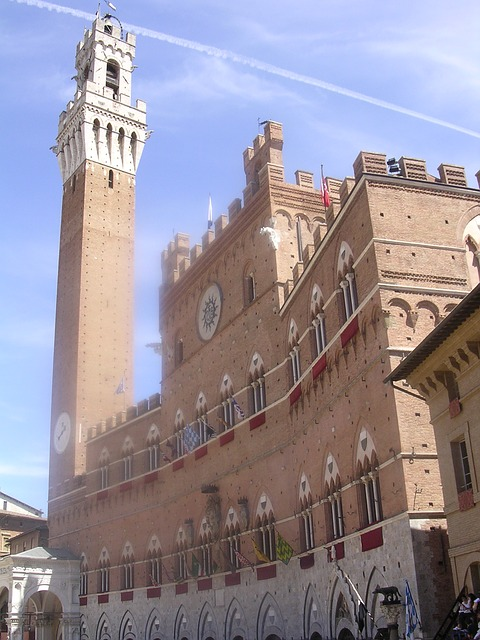
Le Palazzo Pubblico de Sienne démontre le pouvoir du Gouvernement des Neuf, qui a commandé la construction de ce palais comme siège du gouvernement.

En matière d'éducation, l’État dispose d'un contrôle total. La Commune paie les salaires des enseignants, organise leurs travaux et leur assigne des bâtiments. En outre, elle soutient financièrement l'Université et légifère en la faveur des étudiants étrangers. Tout cela découle du désir de contribution à la croissance du prestige municipal, dans le cadre de la concurrence entre cités toscanes. Sienne dispose aussi d'une riche activité littéraire. À cet égard, l'œuvre du poète Bindo Bonichi offre une peinture assez saisissante de cette effervescence.
La peinture et l'architecture ne sont pas en reste, comme en témoignent les fresques de la cathédrale, réalisées par Duccio di Buoninsegna en 1308 et la mise en place des bottini de Sienne, un aqueduc souterrain long de 25 kilomètres.
Revient directement au Gouvernement des Neuf la gestion de la construction du Palazzo comunale, ou Palazzo Pubblico de Sienne, devenu symbole du régime. En 1297, le conseil municipal autorise une dépense de deux mille lires chaque semestre, investissement qui se termine en 1310, année où les noveschi y emménagent. Quinze ans plus tard est érigée la Torre del Mangia.

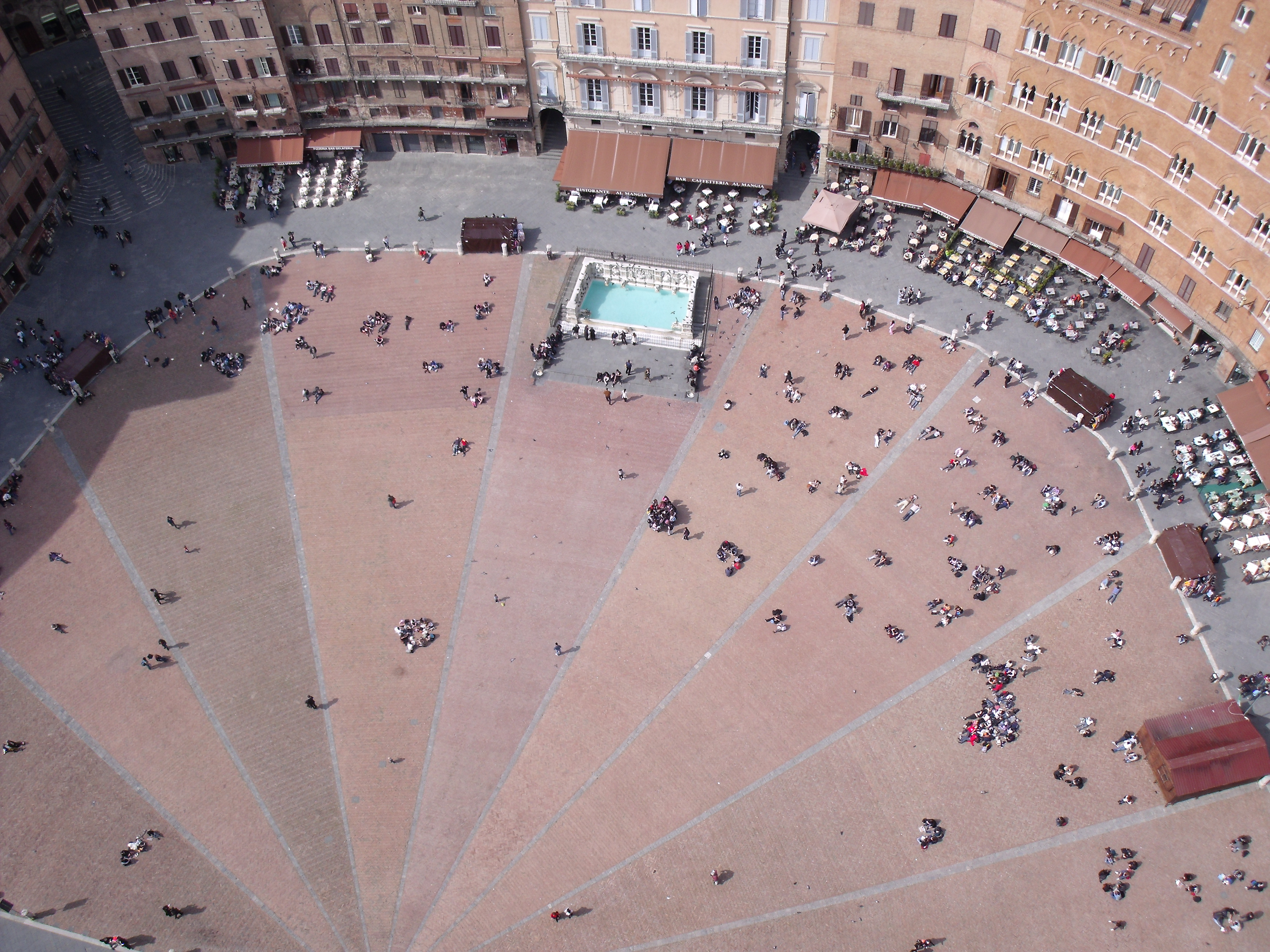
Piazza del Campo, caractérisée par sa forme de coquille, divisée en neuf secteurs symboliques.

Le Campo est pavé de briques, a la forme d'une coquille et est divisé en neuf parties égales qui pointent vers le Palazzo Pubblico, une référence claire aux Neuf.
Les fresques des parois du Palazzo ont une haute importance symbolique. Outre les représentations des châteaux conquis par la République, les Neuf ont commandé des représentations allégoriques dépeignant les effets du bon gouvernement et de la tyrannie sur la cité. En conséquence, Ambrogio Lorenzetti a introduit des représentations de la justice ou encore des vertus aristotéliciennes.
Sur le plan culturel, Sienne, par opposition à Florence, rayonne non par ses personnalités (Dante et Boccace) mais par ses institutions telles que le Palio et le Palazzo Comunale. Une cause en est l'importance du soutien gouvernemental plutôt que privé. L'esthétique de la ville est une préoccupation majeure pour le gouvernement, qui s'occupe continuellement des restaurations, érige de nouveaux bâtiments et protège les structures existantes.

## Chute du régime
Avec la Peste noire apparaissent de nombreux mécontentements envers le régime des Neuf. Les magistrats de la Biccherna se voient attaqués du fait de leur clientélisme et de leurs spéculations sur la dette publique. Cependant, la principale cause de cette insatisfaction à l'égard du gouvernement était l'incapacité évidente de celui-ci à faire face efficacement à l'augmentation de la violence suivant l'épidémie. Au cours de l'été 1354, six mois avant la chute des Neuf, Sienne subit de nombreux incendies, vols, meurtres et extorsions par l'armée mercenaire.
En mars 1355, après environ soixante-dix ans de pouvoir, le régime tombe alors des suites d'une révolution que même l'empereur Charles IV de Luxembourg ne parvient à juguler.
Malgré cela, après la chute du régime, de nombreux aspects administratifs et politiques posés par les Neuf subsistent, et ce, jusqu'à l'absorption de Sienne dans l'État florentin des Médicis au milieu du XVIe siècle.
En résumé, le régime des Neuf a été relativement harmonieux, pacifique et de longue durée malgré les périodes de pénurie alimentaire, les premières rébellions et les guerres prolongées. Le succès des Neuf peut être attribué à leur style de gouvernement, innovateur et pragmatique, mettant l'accent sur l'institutionnalisation, la formalisation et la régularisation dans une optique d'efficacité.